# 전주송원초등학교
전주송원초등학교는 대한민국 전라복도 전주시 덕진구 송천동1가에 있는 공립 초등학교이다.

## 학교 연혁
- 1996년 1월 15일 전주송원초등학교 설립인가
- 1997년 3월 1일 전주송원초등학교 개교
- 1998년 3월 1일 34학급 편성(1,342명)
- 2003년 2월 26일 교실(4실), 화장실(3실) 증축 및 신축
- 2003년 3월 1일 전북특별자치도교육청 지정 교육방송 활용 시범학교 (2003.03.01 ~ 2005.02.28)
- 2005년 7월 13일 송원 디지털 도서관 개관
- 2005년 8월 30일 과학실 현대화 사업
- 2013년 2월 6일 학교상담실(Wee클래스) 구축
- 2014년 2월 23일 본관 화장실 전체, 후관 3~4층 동편 화장실 리모델링
- 2014년 3월 3일 돌봄교실 구축
- 2018년 9월 1일 제8대 한미연 교장 취임
- 2021년 2월 10일 제23회 졸업식(89명 졸업, 졸업생 총 4,554명)
- 2021년 3월 1일 22학급 편성

## 학교 상징
- 교화 - 철쭉 : 송원어린이의 정열, 그리고 단결된 힘을 상징함
  - 쌍떡잎식물 합판화군 진달래목 진달래과의 낙엽관목인 철쭉은 한국, 중국, 우수리 등지에 널리 분포되어 있고 산지에서 주로 서식한다. 크기는 높이 2~5m 정도이다.
- 교목 - 소나무 : 송원어린이의 씩씩한 기백과 진취적인 기상을 상징
  - 소나무는 겉씨식물 구과목 소나무과의 상록침엽 교목으로 한국, 중국 북동부, 우수리, 일본 등지에 분포되어 있고 크기는 높이 35cm, 지름 1.8m 정도이다.

## 참고 자료
- 전주송원초등학교 - 한국교육학술정보원 학교알리미